# Federico Seismit-Doda

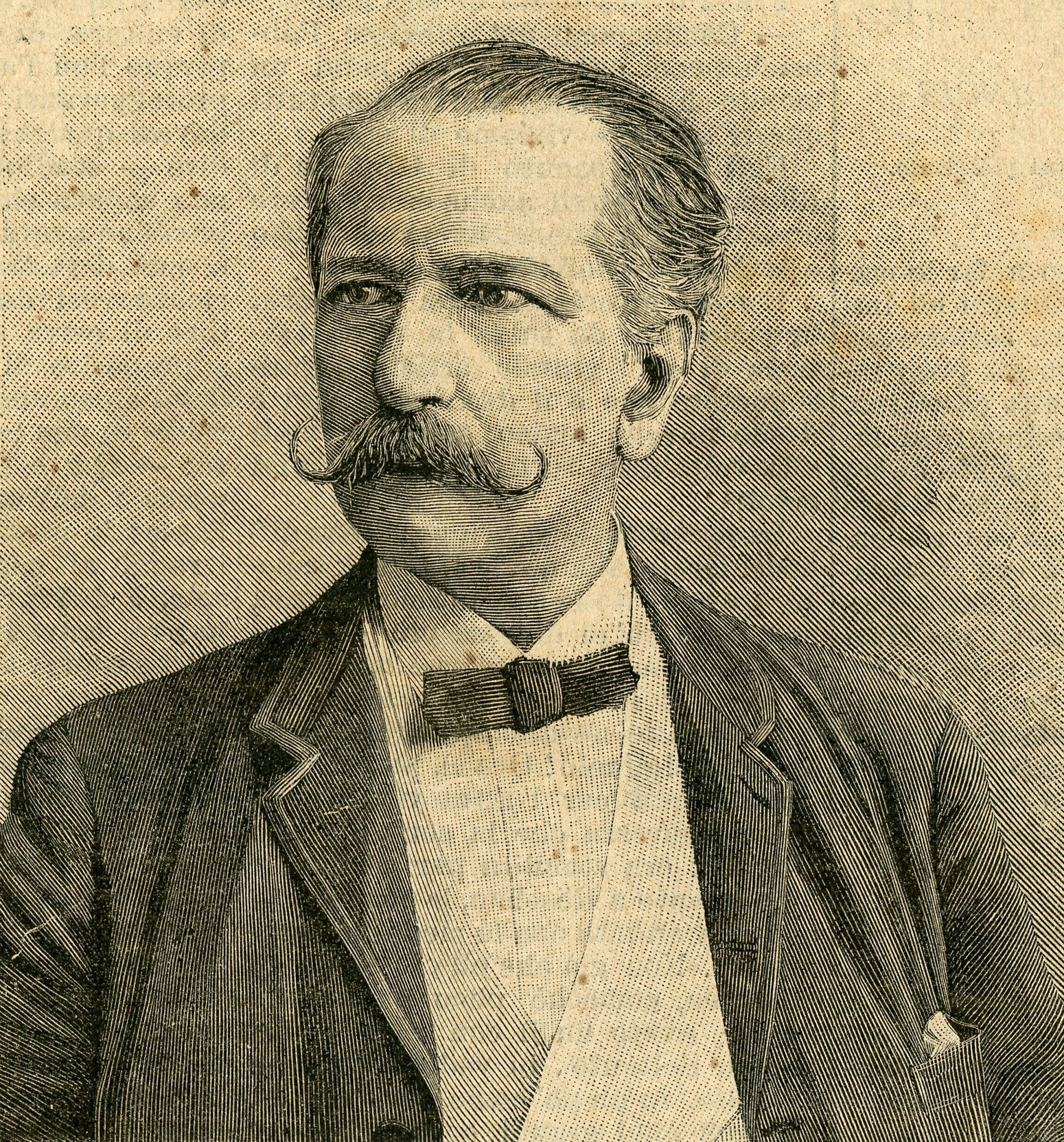
Federico Seismit-Doda

Federico Seismit-Doda (* 1. Oktober 1825 in Ragusa (Dubrovnik); † 8. Mai 1893 in Rom) war ein italienischer Staatsmann.

## Werdegang
Er verbrachte seine Jugend in Venedig und studierte Rechtswissenschaften in Padua, wo er sich auch mit Poesie und Literatur beschäftigte. Ende 1847 wurde er zusammen mit anderen Studenten verhaftet und in Triest interniert, entkam aber nach dem Ausbruch der venezianischen Revolution von 1848 und beteiligte sich an den Kämpfen von Vicenza und Treviso. 1849 redigierte er eine Zeitung in Florenz, ging dann zur Zeit der Republik nach Rom, flüchtete nach deren Besiegung nach Griechenland und später nach Piemont. In Turin veröffentlichte er: „I volontarii italiani“, „Romanzi dell apos; esilio“ und war seit 1857 Generalagent einer großen Versicherungsanstalt.
1865 wurde er für Comacchio in die italienische Abgeordnetenkammer gewählt, in welcher er der Partei der Linken angehörte und sich hauptsächlich mit Finanzfragen beschäftigte; seit 1882 vertrat er den ersten Wahlkreis von Udine. 1876 wurde Seismit-Doda im ersten Kabinett von Agostino Depretis zum Generalsekretär im Finanzministerium ernannt, legte aber dieses Amt im November 1877 beim Austritt Giuseppe Zanardellis aus dem Ministerium nieder. Unter Benedetto Cairoli war er vom März bis Dezember 1878 Finanzminister und entwarf einen Plan zur Abschaffung der Mahlsteuer. Im März 1889 wurde er unter Francesco Crispi abermals zum Finanzminister ernannt, musste aber im September 1890 seine Entlassung nehmen, nachdem er aus einem Bankett zu Udine irredentistische Anreden ohne Widerspruch entgegengenommen hatte.